# Académie de Montmartre
L'Académie de Montmartre est une école d'art située à Paris au 104 boulevard de Clichy. L'école a été créée par Fernand Piestre dit Fernand Cormon. Sa direction est reprise en 1947 par Fernand Léger.

## Anciens professeurs
| Artistes classés selon leur pays d'origine | Artistes classés selon leur pays d'origine | Artistes classés selon leur pays d'origine                               |
| ------------------------------------------ | ------------------------------------------ | ------------------------------------------------------------------------ |
| France                                     | France                                     | Charles Camoin - Fernand Cormon - Fernand Léger - André Lhote - Jean Puy |

## Anciens élèves
| Artistes classés selon leur pays d'origine | Artistes classés selon leur pays d'origine | Artistes classés selon leur pays d'origine                                                 |
| ------------------------------------------ | ------------------------------------------ | ------------------------------------------------------------------------------------------ |
| Canada                                     | Canada                                     | Normand Hudon                                                                              |
| France                                     | France                                     | Guy Bigot - Yves Brayer - André Bréchet - Émile Colinus - Serge Gainsbourg - Lise Levitzky |
|                                            | Philippines                                | Macario Vitalis                                                                            |